# Wybory stanowe w Nowej Południowej Walii w 2007 roku
Wybory stanowe w Nowej Południowej Walii odbyły się 26 marca 2007 i były 56. wyborami do parlamentu tego australijskiego stanu. Przedmiotem głosowania była obsada wszystkich mandatów w Zgromadzeniu Ustawodawczym oraz połowy miejsc w Radzie Ustawodawczej. Zakończyły się czwartym z rzędu zwycięstwem rządzącej Australijskiej Partii Pracy (ALP) pod wodzą premiera Morrisa Iemmy. ALP poniosła niewielkie straty w stosunku do poprzednich wyborów, ale zdołała obronić swoją bezwzględną większość w izbie niższej i zachować przewagę w izbie wyższej.
Wybory te przyniosły także zmniejszenie o połowę - z dziesięciu do pięciu - liczby partii reprezentowanych w Radzie Ustawodawczej. Stało się tak za sprawą przejęcia mandatów mniejszych stronnictw przez główne ugrupowania. 

## Wyniki

### Zgromadzenie Ustawodawcze
| Partia                     | %    | zmiana | mandatów | zmiana |
| -------------------------- | ---- | ------ | -------- | ------ |
| Australijska Partia Pracy  | 39,0 | -3,7   | 52       | -3     |
| Liberalna Partia Australii | 26,9 | +2,2   | 22       | +2     |
| Narodowa Partia Australii  | 10,1 | +0,4   | 13       | +1     |
| Australijscy Zieloni       | 9,0  | +0,1   | 0        | 0      |
| niezależni                 | b.d. | b.d.   | 6        | b.d.   |

### Rada Ustawodawcza
Liberalna Partia Australii i Narodowa Partia Australii wystawiły wspólne listy wyborcze. W rubryce "łącznie" ukazano całkowitą liczbę mandatów posiadaną przez partie po wyborach, uwzględniając te miejsca, które nie były przedmiotem głosowania w roku 2007
| Partia                     | %    | zmiana | mandatów | zmiana | łącznie |
| -------------------------- | ---- | ------ | -------- | ------ | ------- |
| Australijska Partia Pracy  | 39,1 | -4,4   | 9        | +1     | 19      |
| LPA/NPA                    | 34,2 | +0,9   | 8        | +2     | 15      |
| Australijscy Zieloni       | 9,1  | +0,5   | 2        | +1     | 4       |
| Christian Democratic Party | 4,4  | +1,4   | 1        | 0      | 2       |
| Shooters Party             | 2,8  | +0,8   | 1        | +1     | 2       |
| Australijscy Demokraci     | 1,8  | +0,2   | 0        | -1     | 0       |
| Unity Party                | 1,2  | -0,2   | 0        | -1     | 0       |
| Outdoor Recreation Party   | 0,6  | b.d.   | 0        | -1     | 0       |
| Human Rights Party         | 0,4  | b.d.   | 0        | -1     | 0       |
| One Nation                 | b.d. | b.d.   | 0        | -1     | 0       |